# Charles Philippe Lafont
Charles Philippe Lafont (Parigi, 1º dicembre 1781 – 23 agosto 1839) è stato un violinista e compositore francese.

## Biografia
Lafont ha ricevuto le sue prime lezioni di musica da sua madre. Successivamente ha studiato con Rodolphe Kreutzer e Pierre Rode, che l'hanno impostato sulla scuola di Viotti.
Lafont è stato uno dei più importanti esponenti della scuola violinistica francese. Già nel 1792 iniziò una proficua tournée di concerti in Europa. Allo scoppio della Rivoluzione francese Lafont abbandonò la Francia, dove sarebbe tornato nel 1815, viaggiando in Europa. Durante questo periodo divenne violinista presso la corte dello zar Alessandro I. Al ritorno in patria divenne primo violino presso la corte di Luigi XVIII e accompagnatore musicale della duchessa di Berry. Lafont è morto in un incidente nel 1839, sulla strada tra Bagnères-de-Bigorre e Tarbes, a causa del ribaltamento della carrozza sulla quale viaggiava.